# Хейнс, Юфимия
Марта Юфимия Лофтон Хейнс (11 сентября 1890 — 25 июля 1980) — американский математик и педагог. Она была первой афроамериканкой, получившей ученую степень PhD по математике. Эту степень она получила в Католическом университете Америки в 1943 году.
Юфимия Лофтон была единственной дочерью Уильяма С. Лофтона, дантиста и финансиста, и Лавинии Дэй Лофтон, воспитательницы детского сада. В 1907 году она закончила среднюю школу на М-стрит, где, она выступила перед одноклассниками с прощальным словом (согласно американской традиции, выступление с прощальным словом — это честь, которая предоставляется лучшему ученику из выпуска). В 1909 году Юфимия окончила с отличием Нормальную школу для цветных девочек ныне известную как Университет округа Колумбия, и получила ченую степень в области образования В 1914 году она получила степень бакалавра математики (и психологии) в Смит-колледже. В 1917 году она вышла замуж за Гарольда Аппо Хейнса, учителя. В 1930 году она получила степень магистра педагогики в Чикагском университете. В 1943 году получила ученую степень PhD в Католическом университете Америки, защитив диссертацию под руководством Обри Э. Лэндри на тему «Определение наборов независимых условий, характеризующих некоторые особые случаи симметричных соответствий».
Хейнс «внесла весьма значительный вклад в систему образования округа Колумбия». Она преподавала в государственных школах Вашингтона, округ Колумбия, в течение 47 лет и в 1966 году стала первой женщиной, возглавившей Совет по образованию округа Колумбия, в котором она проработала до 1967 года. Находясь в Совете по образованию округа Колумбия, она открыто критиковала «систему треков», которая, как она утверждала, дискриминирует афроамериканских студентов, назначая их на треки, которые оставляли их неподготовленными к поступлению в колледж. Эта работа способствовала возбуждению дела Хобсон против Хансена (1967 г.), которое привело к прекращению действия системы треков в округе Колумбия. Она преподавала в первых класс средних школ Гарнизона и Гарфилда, а также математику в средней школе Армстронга. Она преподавала математику и работала заведующей математическим факультетом в средней школе Данбара. Хейнс была профессором математики в Университете округа Колумбия, где она возглавляла созданный ею отдел математики и бизнес-образования, посвященный подготовке афроамериканских учителей.
В 1959 году она ушла из системы государственных школ, и основала математический факультет в Университете округа Колумбия. Она также иногда преподавала на неполную ставку в Университете Говарда. Хейнс принимала участие во многих общественных мероприятиях. Она занимала должности первого вице-президента Архиепархиального совета женщин-католиков, председателя консультативного совета соседского дома Фидес, Комитета международного социального обеспечения, исполнительного комитета Национальной ассамблеи социального обеспечения, секретаря и члена исполнительного комитета Совета здравоохранения и социального обеспечения округа Колумбия, местных и национальных комитетов Объединённой сервисной организации, члена Национальной конференции христиан и евреев, Католического межрасового совета Вашингтона, Национальной городской лиги, NAACP, Лиги женщин-избирательниц и Американская ассоциация женщин с университетским образованием.
Папа Иоанн XXIII наградил Хейнс Почетной папской наградой Pro Ecclesia et Pontifice в 1959 году. В 1998 году она была названа членом Американской ассоциации содействия развитию науки
Хейнс умерла от сердечного приступа 25 июля 1980 года в своем родном городе Вашингтоне, округ Колумбия. Она создала трастовый фонд для поддержки профессорской кафедры и фонда студенческих ссуд в Педагогической школе, выделив 700 тысяч долларов Католическому университету. Её семейные документы хранятся в архивах Католического университета.
В 2004 году в её честь была названа Государственная чартерная школа Э. Л. Хейнс в Вашингтоне, округ Колумбия. Католический университет Америки учредил премию Юфимии Лофтон Хейнс для признания выдающихся студентов-математиков младших курсов, которые продемонстрировали выдающиеся достижения и многообещающие результаты в изучении математики.

## Публикации
- Юфимия Лофтон Хейнс. Историческое развитие тестов по начальной и средней математике. Чикагский университет, факультет образования (1930 г.)[7].
- Юфимия Лофтон Хейнс. Определение наборов независимых условий, характеризующих некоторые частные случаи симметричных соответствий. Издательство Католического университета Америки (1943)[8].